# NUR-41

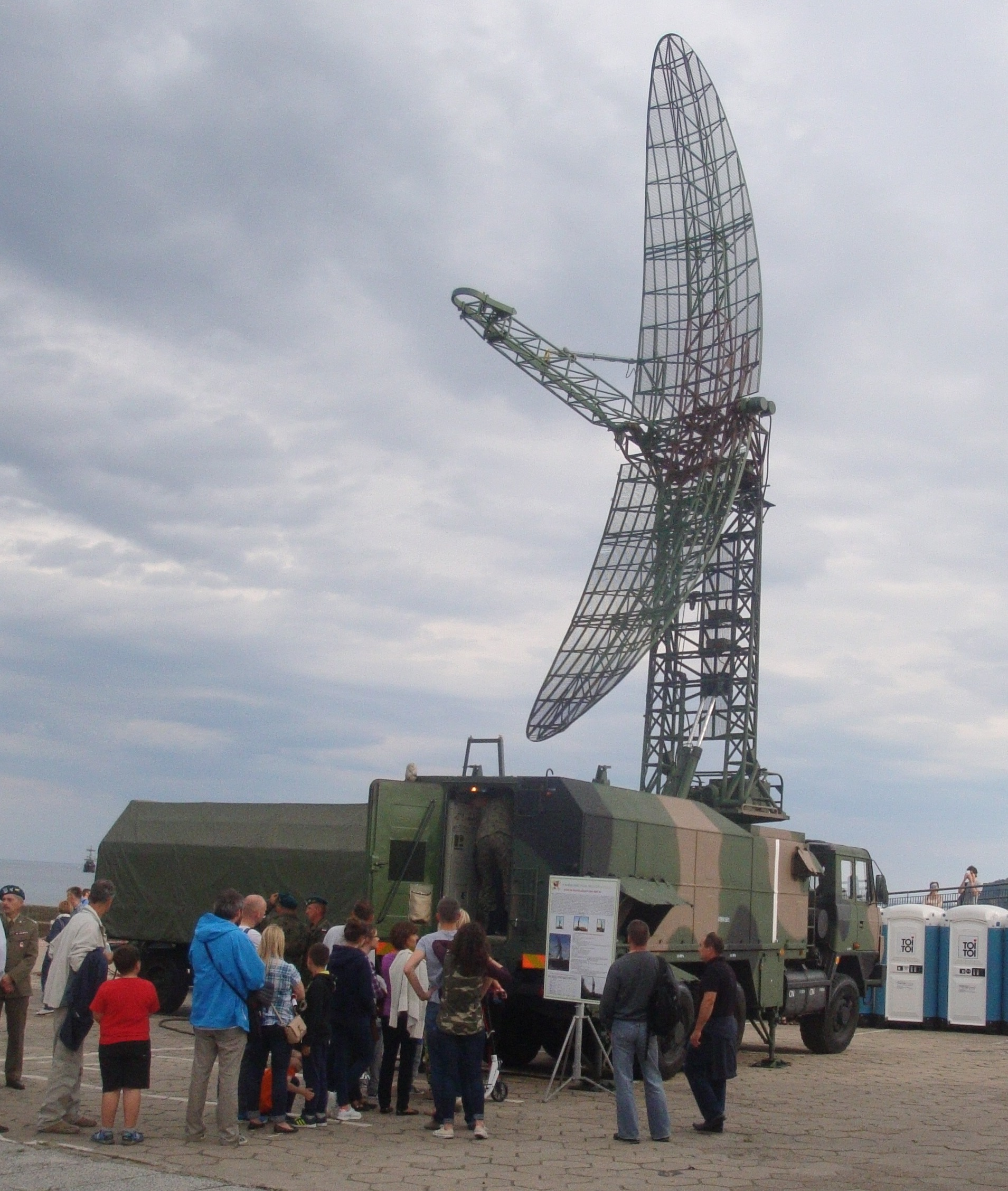
NUR-41 w Gdyni (2016)

NUR-41 Bożena – wysokościomierz radiolokacyjny produkcji polskiej, produkowany od 1989 roku. Urządzenie określające wysokość obiektów powietrznych nad ziemią. Jest stacją mobilną, zamontowaną na podwoziu czeskiej Tatry. Radar o zasięgu do ok. 240 km. Moc stacji wynosi 600 kW, a szerokość emitowanych impulsów elektromagnetycznych wynosi 9 mikrosekund, pracuje w paśmie S, podpasmo E lub F. Antena wykonuje do 1–15 wahnięć na minutę regulowane skokowo, obejmuje zakresem od −2° do +32° obszaru elewacji. Razem ze stacją NUR-31 tworzy pełny radar trójwspółrzędny (3D).
Pozostawał w służbie Wojska Polskiego w 2021 roku, stopniowo wycofywany.

## Dane techniczne
- pasmo pracy S
  - podpasmo E
  - podpasmo F
- moc w impulsie 600 kW
- czas trwania impulsu sondującego 9 μs
- maksymalny zasięg wykrywania 360 km
- zasięg wykrywania 240 km na wys. 10 000 m
- pułap 30 000 m.
- liczba częstotliwości roboczych – 8
- rozróżnialność w azymucie 3,6°
- rozróżnialność w odległości 200 m
- rozróżnialność w kącie elewacji 0,9°
- błąd określania wysokości 300 m
- błąd określania odległości 200 m
- błąd średniokwadratowy naprowadzania w azymucie 1°
- czas ustawienia anteny na przeciwległy azymut ≤ 6 s
- zasilanie – 3 × 220/380 V 50 Hz
  - pobór mocy – ok. 32 kW

### Antena
- reflektorowa
- szerokość wiązki w azymucie – 3,2°
- szerokość wiązki w elewacji – 0,8°
- zysk energetyczny anteny – 40 dB
- współczynnik szumów – 8 dB
- zakres dynamiki – 60 dB

### Gabaryty
- wymiary anteny – 10 000 × 2200 mm
- Wóz z aparaturą:
  - długość 9900 mm
  - szerokość 2600 mm
  - wysokość 3760 mm
- Przyczepa:
  - długość 8100 mm
  - szerokość 2700 mm
  - wysokość 3300 mm
- Stacja zasilania SZ-1MR:
- długość 7500 mm
- szerokość 2500 mm
- wysokość 3200 mm
- Masa całkowita:
  - wóz z aparaturą – 24,5 t
  - przyczepa – 4,5 t
  - stacja zasilania SZ-1MR – 17 t
  - agregat PAD-36 – 2,7 t